# Hoppets torg
Hoppets torg, tidigare Lilla torget, är ett torg på Öster i Jönköping. 
Ursprungligen från anläggandet av Jönköping öster om Hamnkanalen under 1600-talets första hälft var platsen där Hoppets torg ligger idag en gatukorsning, där Smedjegatan mötte Östra Storgatan. Torget fick namnet Hoppets torg 1964 efter Hoppets gränd.
På en karta från 1854 finns gränden Hoppets gränd markerad från Lilla Torget till norra Munksjöstranden, där Södra Strandgatan och en kaj anlades från 1893.
Vid Hoppets torg uppförde omkring 1900 två uppförda femvåningars bankpalats: Jönköpings Stads och Läns Sparbanks huvudkontor i söder och Smålands Enskilda Banks huvudkontor i öster på en kilformad tomt mellan Östra Storgatan och Smedjegatan. Den västra sidan låg mot en då av Carolina Kruckenberg ägd fastighet, som sträckte sig utmed Hoppets gränd från Östra Storgatan till den nybyggda kajen. Mot kajen uppfördes omkring 1902 Kruckenbergska huset. År 1942 revs hela kvarteret Arken och ett fyravånings bankhus i gult fasadtegel, ritat av Kjell Westin, uppfördes 1943–1944  Handelsbankens byggnad. Bankhuset hade en fasad i en båge mot Hamnkanalen och fasader mot Östra Storgatan och Hoppets torg.
Sparbankshuset revs 1962 efter sättningar och ersattes 1965 av ett nytt byggnadskomplex för Jönköpings läns sparbank och EPA, ritat av Johan Wohlert och Folke Hederus. 
År 1967 invigdes Rune Karlzons bronsskulptur Hoppets vision.

## Bildgalleri

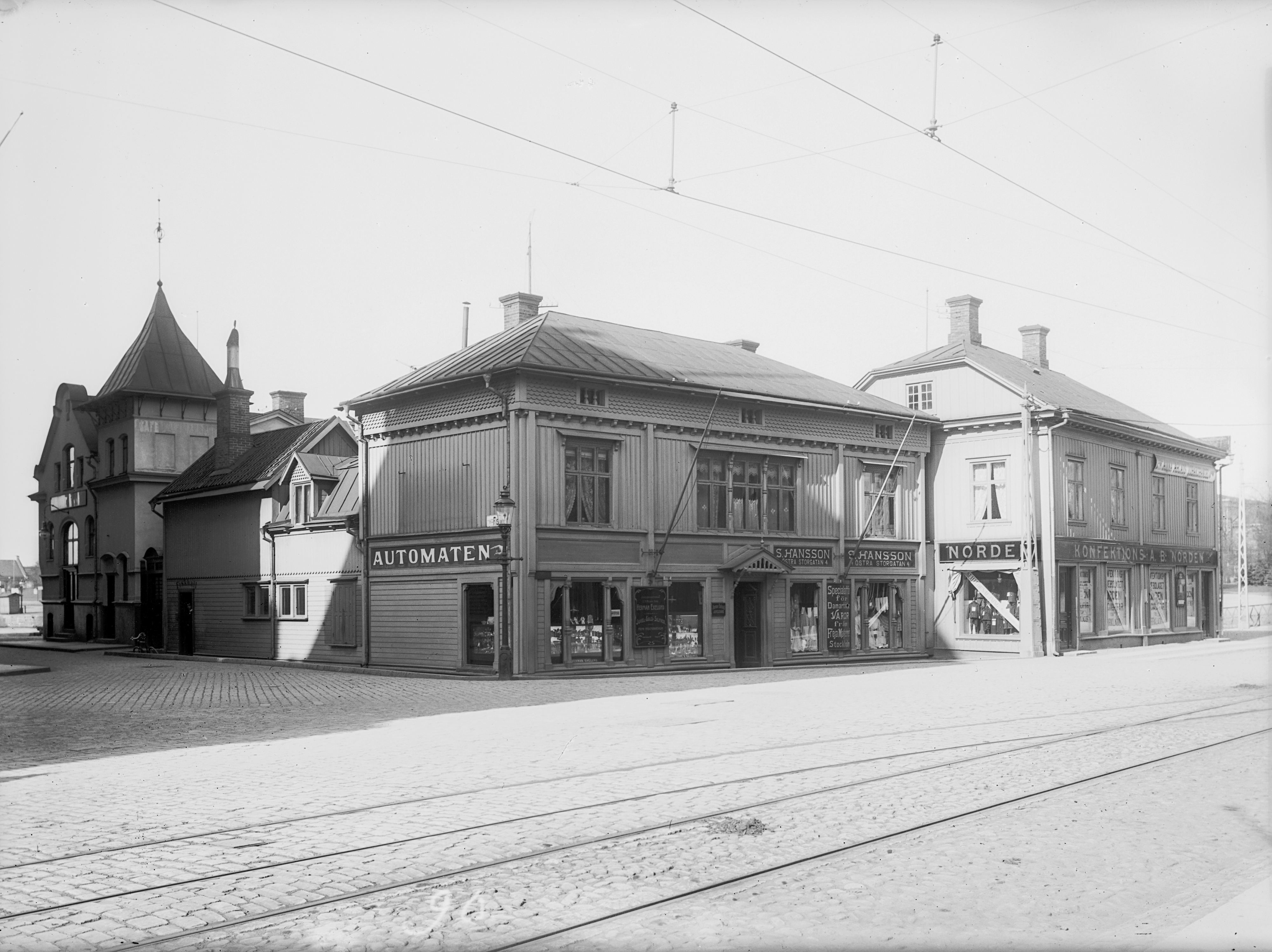
Kvarteret Arken mot Östra Storgatan och Lilla torget, 1908
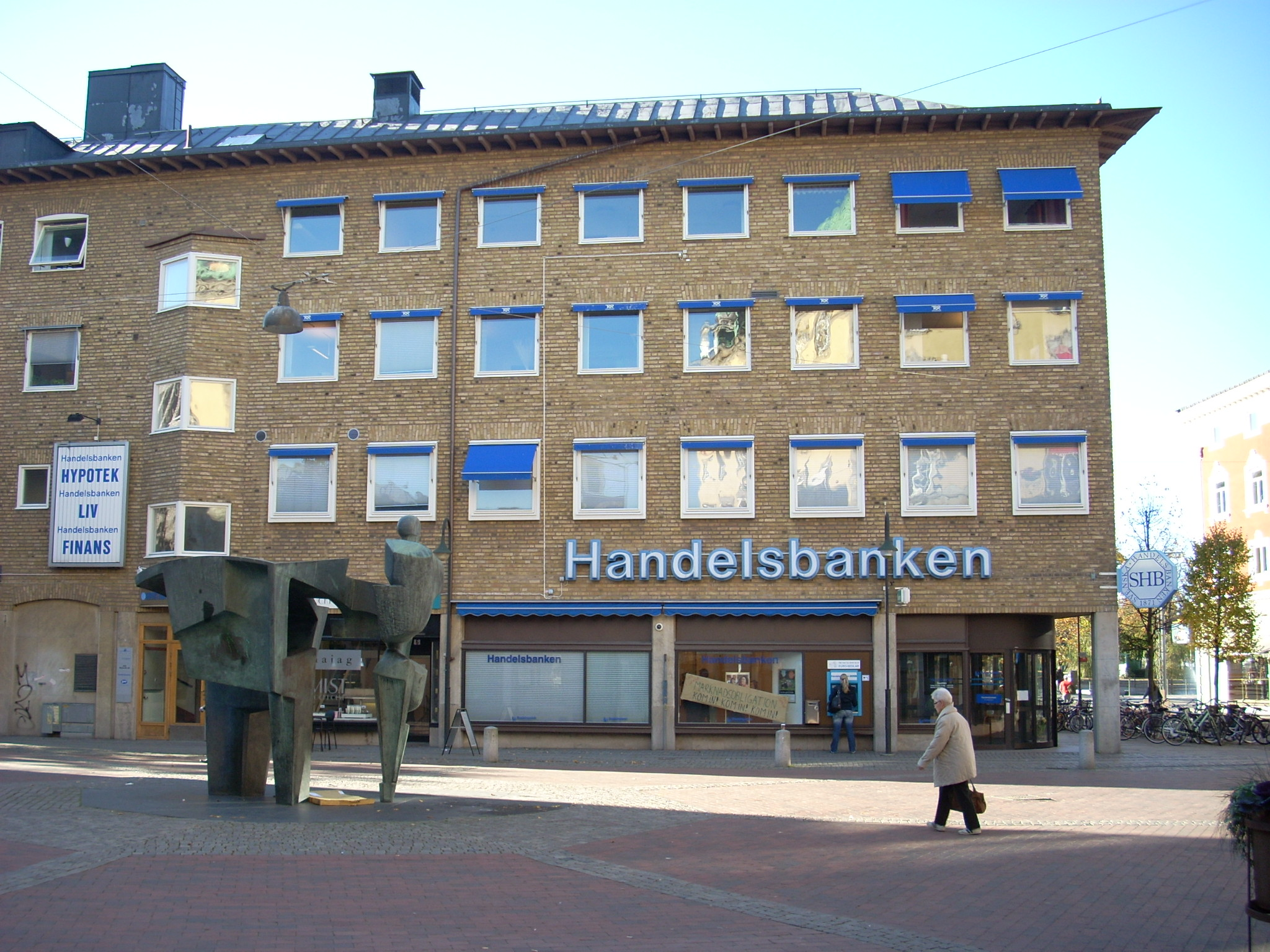
Handelsbankens byggnad, fasaden mot Hoppets torg
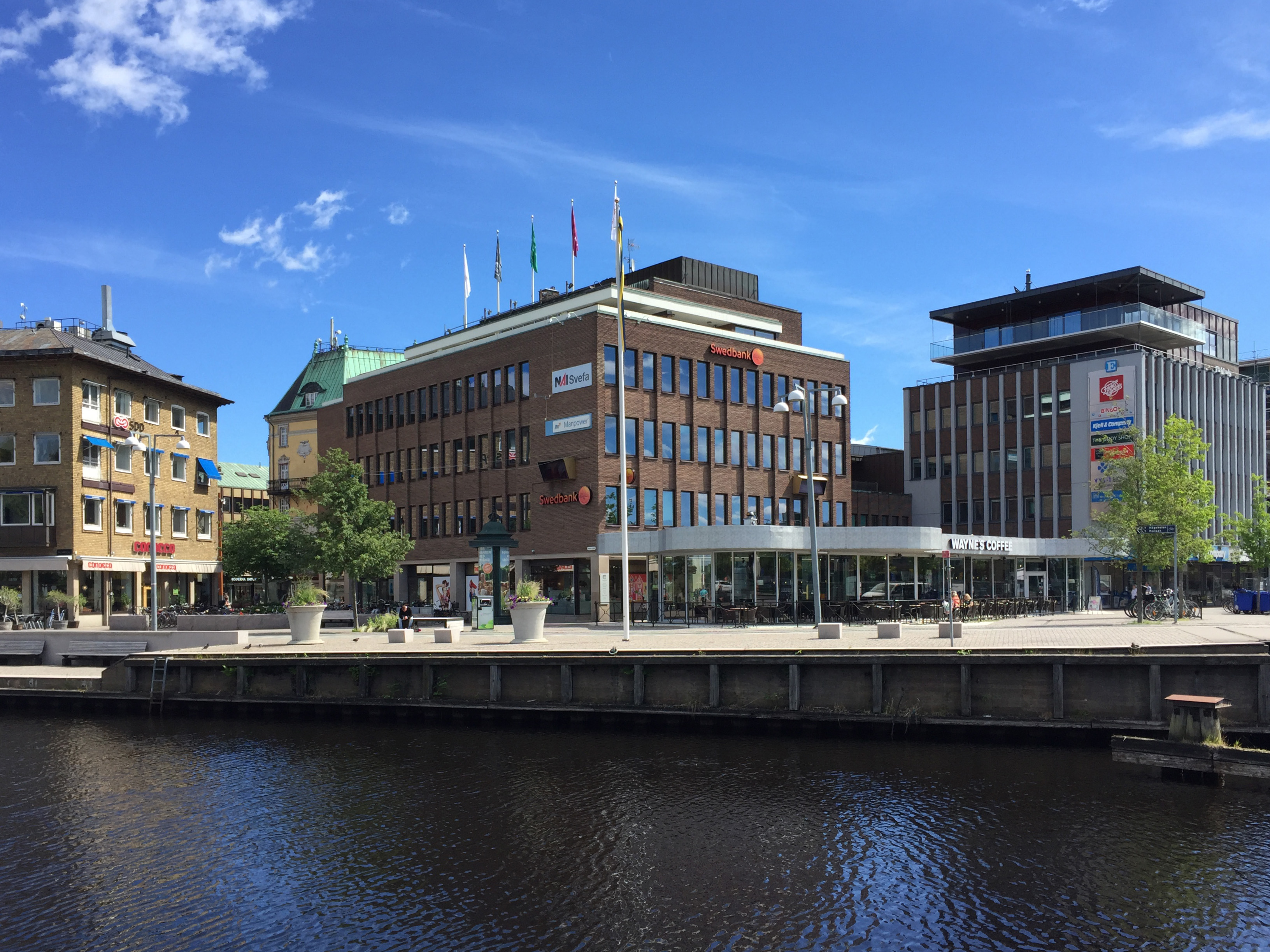
Det nya Sparbankshuset från 1965, med Hoppets gränd mot Hoppets torg till vänster